# Miasto metropolitalne Reggio Calabria
Miasto metropolitalne Reggio Calabria (wł. Città metropolitana di Reggio Calabria) – miasto metropolitalne we Włoszech, z siedzibą zlokalizowaną w Reggio di Calabria.
Weszło w życie 7 sierpnia 2016 i zastąpiło prowincję Reggio Calabria.
Liczba gmin: 97.